# Søren Rasmussen (håndboldspiller)
 Der er flere personer med dette navn, se Søren Rasmussen.
Søren Rasmussen(født 12. august 1976 i Skive) er en dansk tidligere håndboldspiller, der sidst spillede for den danske klub Ribe-Esbjerg HH som målmand. Han spillede desuden 41 kampe på Danmarks håndboldlandshold i perioden 2000-2013.

## Klubhold
Søren Rasmussen begyndte at spille håndbold i Balling Volling Ungdoms- og Idrætsforening i Salling og skiftede som senior til HEI, senere Thisted IK. I 1997 skrev Rasmussen kontrakt med Viborg HK. Her var han med til at vinde Landspokalturneringen i 2000.
I 2003 skrev han kontrakt med AaB, og den blev i efteråret 2006 forlænget frem til sommeren 2008. Året efter forlængede parterne samarbejdet frem til sommeren 2011. I 2010 vandt han sammen med AaB både Danmarksmesterskabet og Landspokalturneringen. I 2004 vandt klubben bronzemedaljer i kampen om Danmarksmesterskabet.
Rasmussen skiftede i sommerpausen 2010 til den tyske bundesligaklub SG Flensburg-Handewitt på en toårig kontrakt. Klubben manglede en afløser på målmandsposten efter Johan Sjöstrand, der var rejst til FC Barcelona Handbol. AaB Håndbold var villige til at løse Rasmussen fra kontrakten, da den tyske klub henvendte sig, selvom AaB-kontrakten var gældende til 2011.
Efter fire år i Flensburg vendte Rasmussen tilbage til Danmark, hvor han fik kontrakt med Bjerringbro-Silkeborg, inden han sluttede karrieren med fire år i Ribe-Esbjerg. Han indstillede karrieren i 2022.

## Landshold
Søren Rasmussen fik debut på det danske A-landshold den 10. marts 2000. Han stod dog i mange år i skyggen af Kasper Hvidt og andre målmænd, der var ældre end Rasmussen. Med Hvidts landsholdsstop var vejen banet for Rasmussen, og i december 2010 blev han af landstræner Ulrik Wilbek forhåndsudtaget til den spillertrup, der skulle repræsentere Danmark ved verdensmesterskaberne 2011 i Sverige. Han nåede i alt 41 kampe på A-landsholdet, idet Niklas Landin ret hurtigt blev landsholdets førstemålmand.

## Øvrige karriere
Da den aktive karriere var ved at rinde ud, begyndte Søren Rasmussen at træne målmænd, og han fik et job som målmandstræner for kvindeholdet i Herning-Ikast Håndbold.